# Commune des travailleurs d'Estonie
1918–1919
Entités précédentes :
- République d'Estonie

Entités suivantes :
- République d'Estonie

La Commune des travailleurs d'Estonie (estonien : Eesti Töörahva Kommuun, anciennement Eesti Töörahwa Kommuuna, russe : Эстляндская трудовая коммуна, ЭТК) (ETK) fut un gouvernement non reconnu revendiquant les parties de la république d'Estonie occupées par les Bolcheviques comme étant ses territoires pendant la guerre d'indépendance estonienne et la guerre civile russe.
La Commune fut établie à Narva le 29 novembre 1918, le lendemain de sa conquête par l'Armée rouge et présidé par Jaan Anvelt pour la durée de son existence.
L'offensive russe fut initialement un succès et atteignit la région à 34 kilomètres de Tallinn. Cependant, la Force populaire estonienne (Rahvavägi) dirigée par le commandant-en-chef Johan Laidoner commença une contre-offensive le 7 janvier 1919, avec l'aide militaire internationale–principalement de l'Empire britannique, les unités de l'Armée rouge furent repoussées. Après son expulsion d'Estonie, l'ETK revendiqua un gouvernement en exil tout d'abord à Pskov, puis à Luga et à partir du 17 mai 1919 à Staraya Russa.
La législature était le Soviet.

## Reconnaissance internationale
La république soviétique fédérative socialiste de Russie reconnut formellement l'ETK le 7 décembre 1918 et demeura le seul gouvernement à le faire. Cependant, à ce moment-là, la Russie bolchevik n'était elle-même pas internationallement reconnue ; un des premiers traités internationaux reconnaissant le gouvernement bolchevik de la Russie comme étant légitime fut le traité de Tartu qui en 1920 conclut la guerre d'indépendance de l'Estonie.

## Massacres
Le régime commit des massacres à Rakvere et Tartu, parmi les victimes les plus connues de ces actions figurent l'évêque Platon, le prêtre Sergei Florinski et le pasteur Traugott Hahn.

## Membres du Soviet de la Commune des travailleurs d'Estonie
- Jaan Anvelt – président et militaire
- Viktor Kingissepp – ministre de l'intérieur (sous couvert en Estonie, Johannes Käspert agissait pour lui)
- Hans Pöögelmann – ministre des affaires économiques
- Artur Vallner – ministre de la culture et éducation publique
- Johannes Mägi – ministre des affaires étrangères (à partir du 20 décembre 1918 : Max-Alfred Trakmann) et du contrôle de l’État (plus tard Karl Mühlberg)
- Rudolf Vakman – ministre de l'assurance sociale (Otto Rästas agissait pour lui)
- Johannes Käspert – secrétaire

Les autorités soviétiques les exécutèrent pour la plupart lors des Grandes Purges.

## Sources
- (en) Cet article est partiellement ou en totalité issu de l’article de Wikipédia en anglais intitulé « Commune of the Working People of Estonia » (voir la liste des auteurs).

## Compléments